# Dinatrium-5′-ribonucleotid

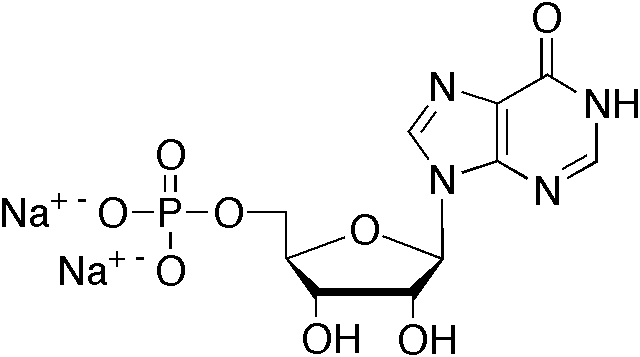
Dinatrium-Inosinmonophosphat

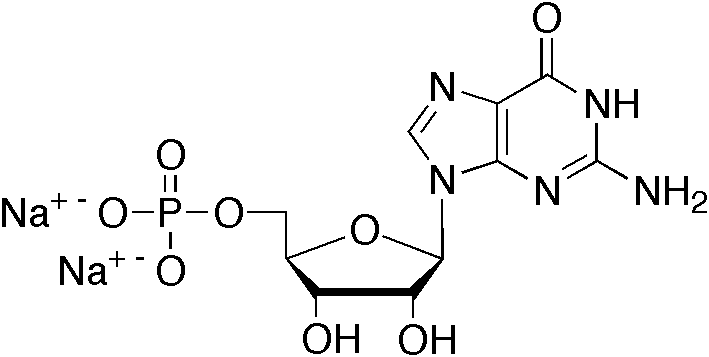
Dinatrium-Guanosinmonophosphat

Dinatrium-5′-ribonucleotid (E 635) ist ein Geschmacksverstärker, der überwiegend in Würzmitteln verwendet wird. Es handelt sich um eine 50:50-Mischung aus dem Dinatriumsalz von Inosinmonophosphat und Guanosinmonophosphat und wird oft in Lebensmitteln benutzt, die bereits natürliches Glutamat oder hinzugefügtes Mononatriumglutamat enthalten.
Eine Mischung aus 98 % Mononatriumglutamat und 2 % E635 hat die vierfache geschmacksverstärkende Wirkung von Mononatriumglutamat allein.

## Vorkommen
Dinatrium-5′-ribonucleotid ist in jeder lebenden Zelle vorhanden. Die Natriumverbindung ist entscheidend am Protein-Stoffwechsel beteiligt und daher besonders im Zellkern zu finden.
Die Verbindung wird aus natürlichem Zellmaterial pflanzlicher oder tierischer Herkunft gewonnen und kann daher für Veganer und Vegetarier problematisch sein.

## Zulassung
E 635 ist innerhalb der Europäischen Union allgemein zugelassen, mit Ausnahmen bei bestimmten Lebensmitteln wie z. B. Milch, Butter, Honig oder Teigwaren. Die zulässige Höchstmenge beträgt 500 mg/kg (berechnet als Guanylsäure); Ausnahme: Würzmittel (quantum satis).

## Sicherheitshinweise
Als körpereigene Substanz wird Dinatrium-5′-ribonucleotid generell für gesunde Menschen als gesundheitlich unbedenklich eingestuft.
Wie alle purinreichen Verbindungen wird Dinatrium-5′-ribonucleotid im menschlichen Organismus zu Harnsäure abgebaut. Es kann daher zu einer Einlagerung von Harnsäure kommen. Infolgedessen ist bei einer bereits vorliegenden Harnsäureerkrankung (Gicht) mit weiteren gesundheitlichen Problemen zu rechnen. Gichtpatienten sollten generell purinreiche Lebensmittel meiden.